# Геннадий (Петреску)
Митрополит Геннадий (в миру Гео́ргий Петре́ску, рум. Gheorghe Petrescu; март 1836, Бухарест — 31 августа 1918, там же) — митрополит-примас (предстоятель) Румынской Православной Церкви (1893—1896).

## Биография
Получил начальное образование в школах при церквах Стеля и Домница Бэлаша в Бухаресте. Состоял в братии монастыря Кэлдэрушани (1854—1857), пострижен в монашество в монастыре Черника в марте 1858 года.
9 марта 1858 года рукоположён в сан иеродиакона. Служил в кафедральном митрополичьем соборе Бухареста. С 1867 года — архидиакон, с 1869 года — иеромонахом, с 1870 года — великий экклисиарх и протосинкелл, с 1873 года — архимандрит.
23 февраля 1875 года хиротонисан во епископа Питештского, викария Арджешской епархии.
В 1875—1876 годы временно возглавлял Арджешскую епархию. 14 марта 1876 году состоялась его интронизация как правящего епископа Арджешского.
Занимался восстановлением многих церквей, в том числе в Куртя-де-Арджеш и в монастыре Кэлдэрушани, поддерживал культурные и филантропические общества, выделял стипендии студентам.
18 мая 1893 года избран митрополитом-примасом Румынской Православной Церкви, 21 мая состоялась его интронизация.
Весной 1896 года под давлением либерального правительства страны некоторые члены Священного Синода выдвинули против Геннадия ряд обвинений в нарушении церковного устава. 20 мая 1896 года смещен с кафедры, обосновался в монастыре Кэлдэрушани. Его энергично защищал в печати поэт Александру Мачедонски.
После прихода к власти правительства консерваторов в декабре 1896 года Священный Синод был вынужден отменить своё решение. Однако Геннадий подал 4 декабря в отставку и остался в монастыре Кэлдэрушани, где с 1905 года и кончины был настоятелем.
Скоропостижно скончался 31 августа 1918 года во время посещения основанного им приюта для престарелых. Был похоронен в притворе соборного храма монастыря Кэлдэрушани.